# Ferrol
Ferrol ist eine Hafenstadt im Nordwesten Spaniens. Die Stadt liegt in der Provinz A Coruña, in der Autonomen Region (Comunidad Autónoma) Galicien am Atlantischen Ozean.
Ferrol ist der Geburtsort des spanischen Diktators Francisco Franco, der – neben anderen – den Titel El Caudillo („Führer“) trug. In Anlehnung daran trug Ferrol von 1938 bis 1982 den Namen El Ferrol del Caudillo.

## Lage
Ferrol liegt etwa 18 km (Luftlinie) nordöstlich von A Coruña an der Ria de Ferrol. Vom Meer her gibt es eine gut 3 km lange, enge Passage, bevor sich die Ria zur Hafenbucht von Ferrol und seinen Nachbargemeinden weitet. Am Ende der Schmalstelle sicherten zwei im 16. Jahrhundert gebaute Burgen den Hafen. Das Castelo de San Felipe wurde auf der Nordseite errichtet, das Castelo da Palma auf der Südseite. Kleinere Bastionen schützten die Einfahrt in die Ria. Nördlich der Einfahrt in die Ria de Ferrol befindet sich auch der moderne Außenhafen (Porto Exterior de Ferrol).

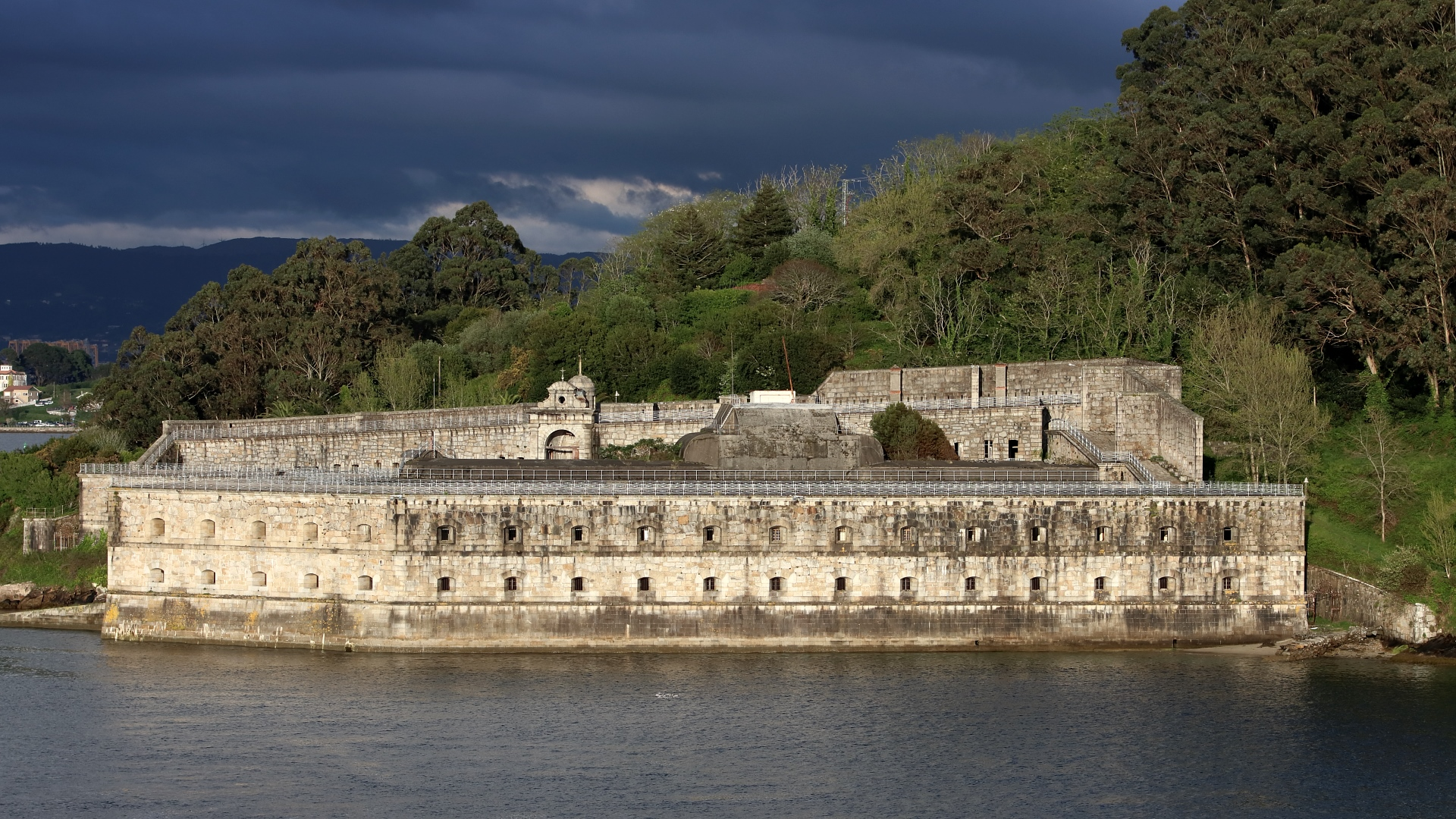
Castelo da Palma
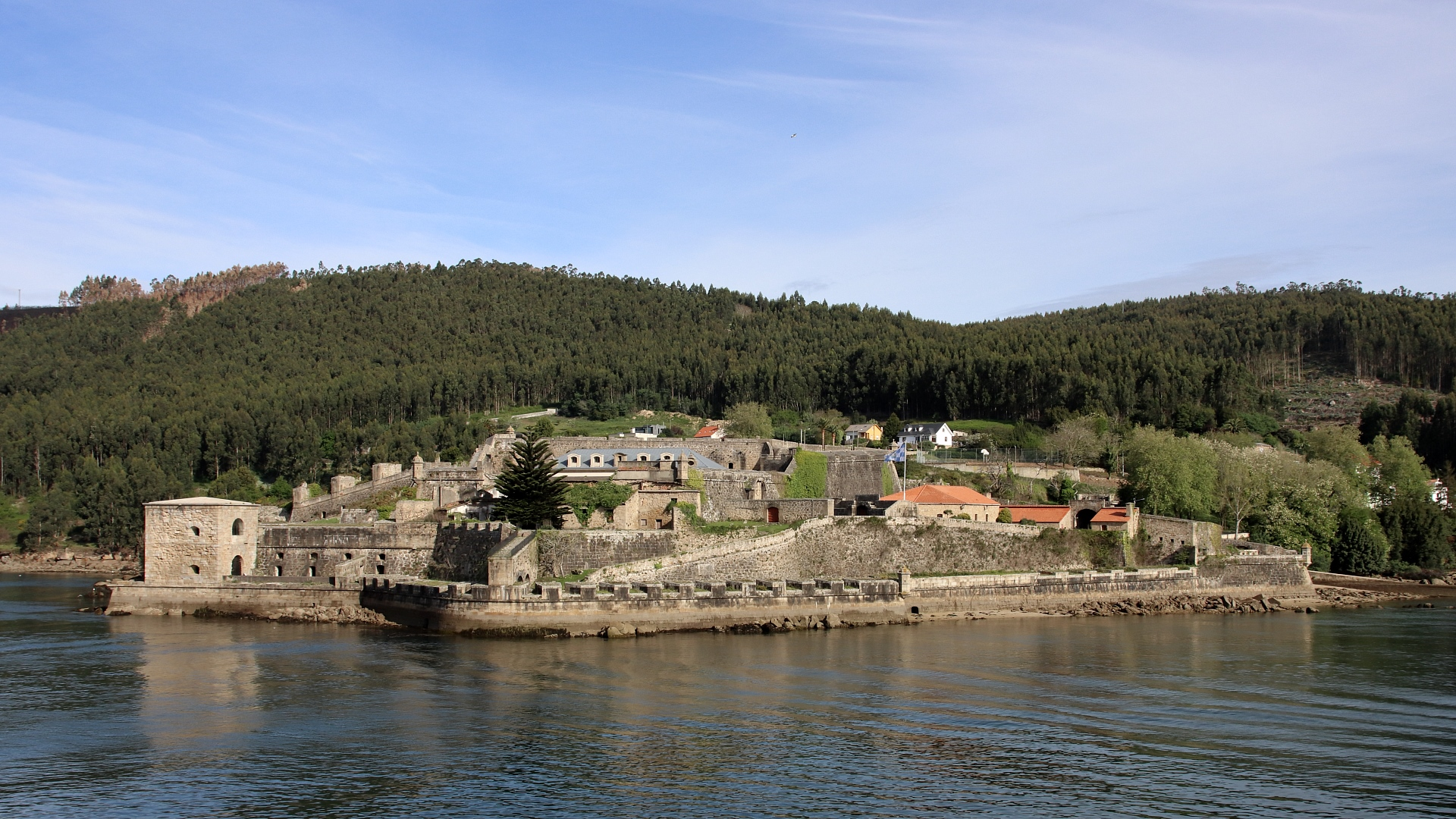
Castelo de San Felipe
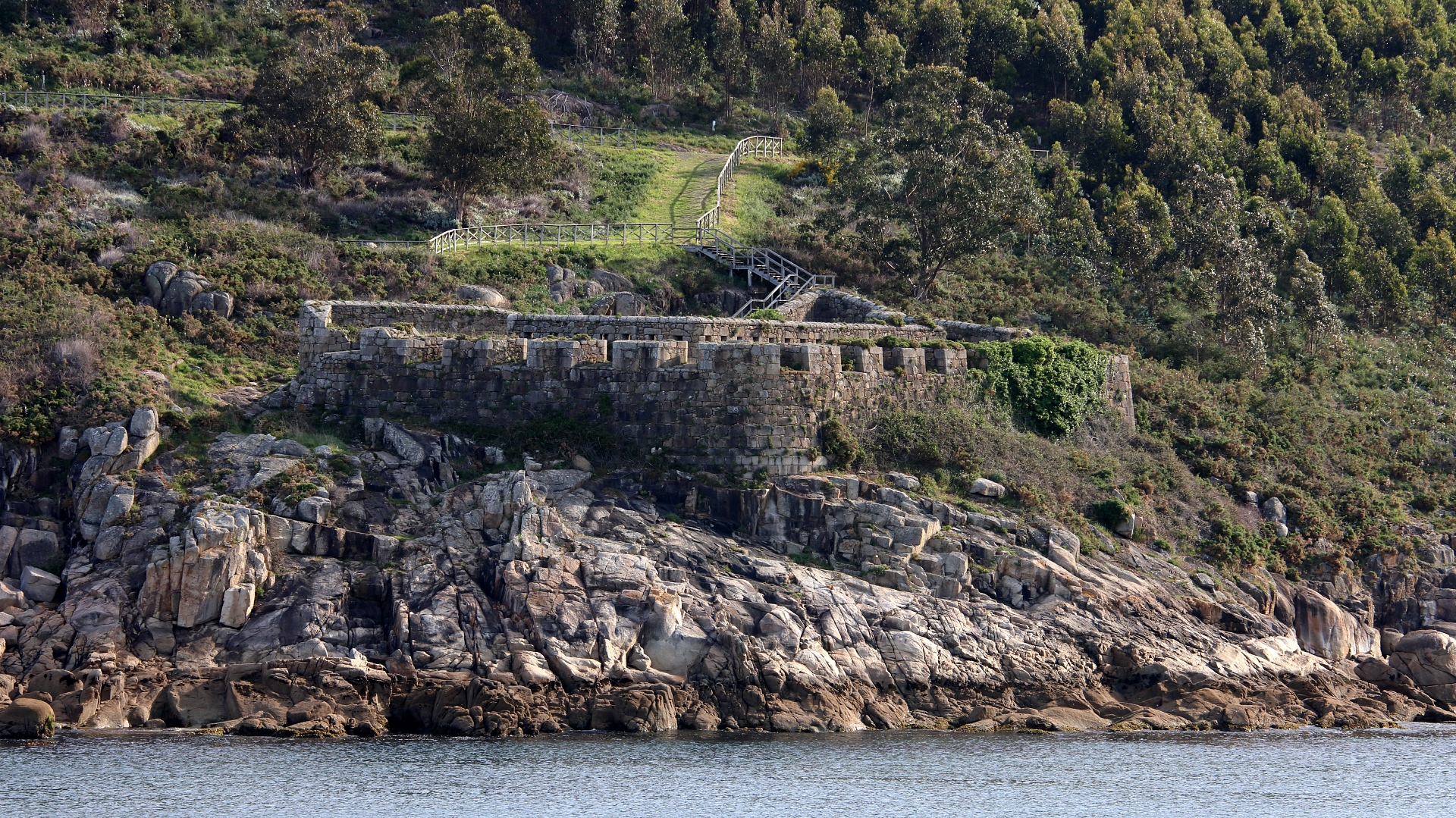
Bastion Castelo de San Carlos
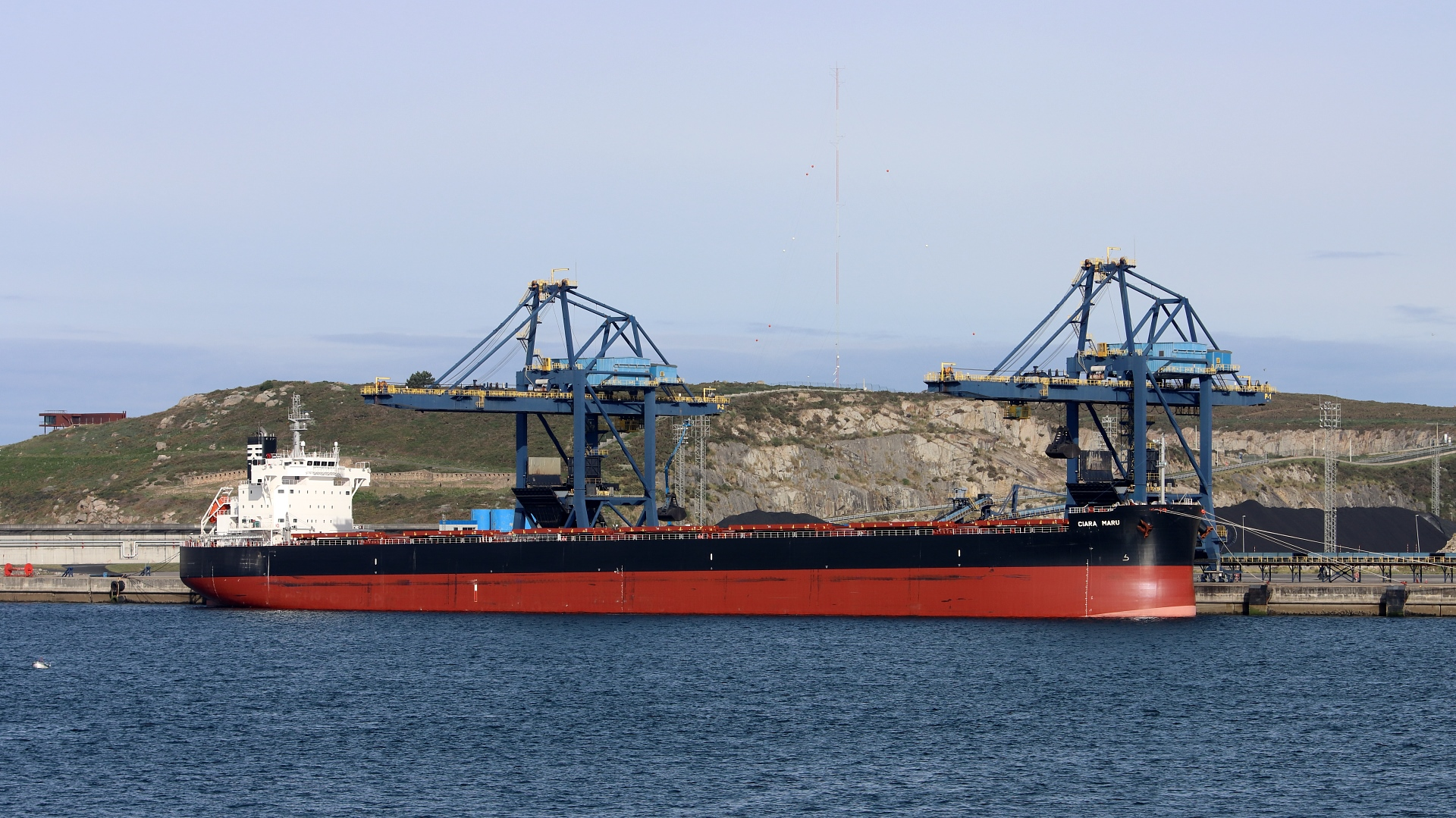
Ciara Maru im Außenhafen von Ferrol

## Bevölkerungsentwicklung
Legende: Ferrol del Caudillo___Ferrol

Quelle: INE-Archiv – grafische Aufarbeitung für Wikipedia

## Gemeindegliederung
Die Gemeinde Ferrol ist in 13 Parroquias gegliedert:
| Parroquias                 | Patrozinium           | Einwohner 2024 | Fläche km² | Dichte Einw./km² | Höhe msnm | Ortskennzahl |
| -------------------------- | --------------------- | -------------- | ---------- | ---------------- | --------- | ------------ |
| Brión                      | Santa María           | 324            | 6,95       | 47               | 140       | 15036010000  |
| A Cabana                   | Santo Antonio         | 755            | 1,42       | 532              | 6         | 15036020000  |
| Covas                      | San Martiño           | 892            | 11,17      | 80               | 44        | 15036030000  |
| Doniños                    | San Román             | 816            | 16,34      | 50               | 68        | 15036040000  |
| Esmelle                    | San Xoán              | 365            | 7,55       | 48               | 87        | 15036050000  |
| Ferrol                     |                       | 56.816         | 10,12      | 5.614            | 16        | 15036000100  |
| A Graña                    | Santa Rosa de Viterbo | 398            | 1,35       | 295              | 3         | 15036060000  |
| Leixa                      | San Pedro             | 89             | 1,28       | 70               | 19        | 15036070000  |
| Mandiá                     | Santa Uxía            | 613            | 7,76       | 79               | 191       | 15036080000  |
| Marmancón                  | San Pedro             | 78             | 2,16       | 36               | 141       | 15036100000  |
| San Xurxo da Mariña        | San Xurxo             | 391            | 8,01       | 49               | 0         | 15036090000  |
| Santa Cecilia de Trasancos | Santa Cecilia         | 682            | 2,83       | 241              | 36        | 15036120000  |
| Serantes                   | San Salvador          | 1.671          | 6,83       | 245              | 32        | 15036110000  |

## Geschichte
Ferrol ist seit Jahrhunderten einer der wichtigsten spanischen Kriegshäfen und Flottenstützpunkte. Unmittelbar zu Beginn des Spanischen Bürgerkrieges gelang es dem putschenden Militär erst nach drei Tagen, die Kontrolle über Ferrol zu erlangen. Republikaner, zusammen mit Matrosen, versuchten verzweifelt, den Putsch niederzuringen. Der Konteradmiral Antonio Arazola, der sich weigerte, den Putsch zu unterstützen, wurde auf Befehl des Vizeadmirals Indalecio Nuñez und Salvador Moreno am 4. August 1936 in der Kaserne Dolores getötet.

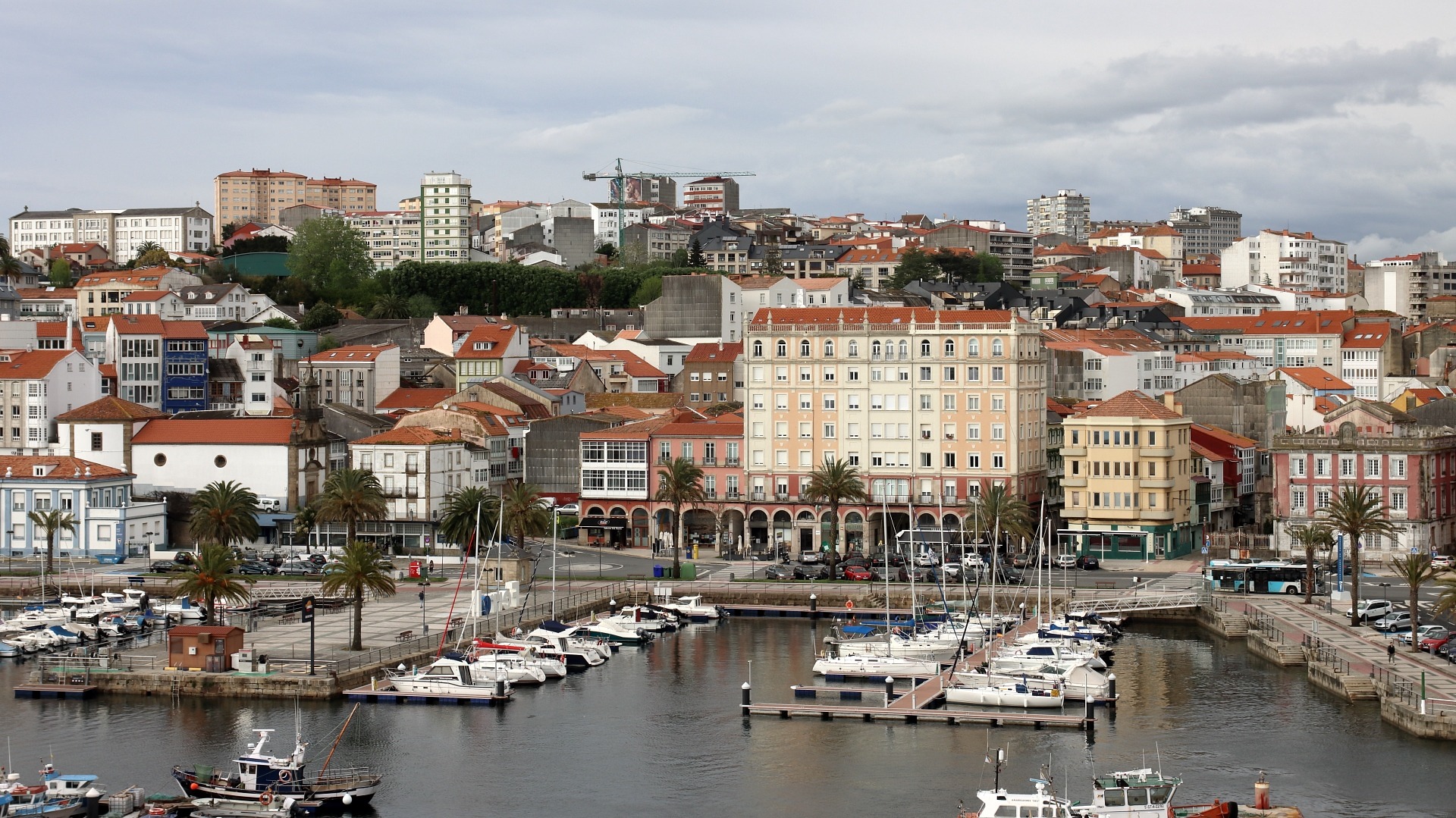
Altstadt von Ferrol mit Sportboothafen
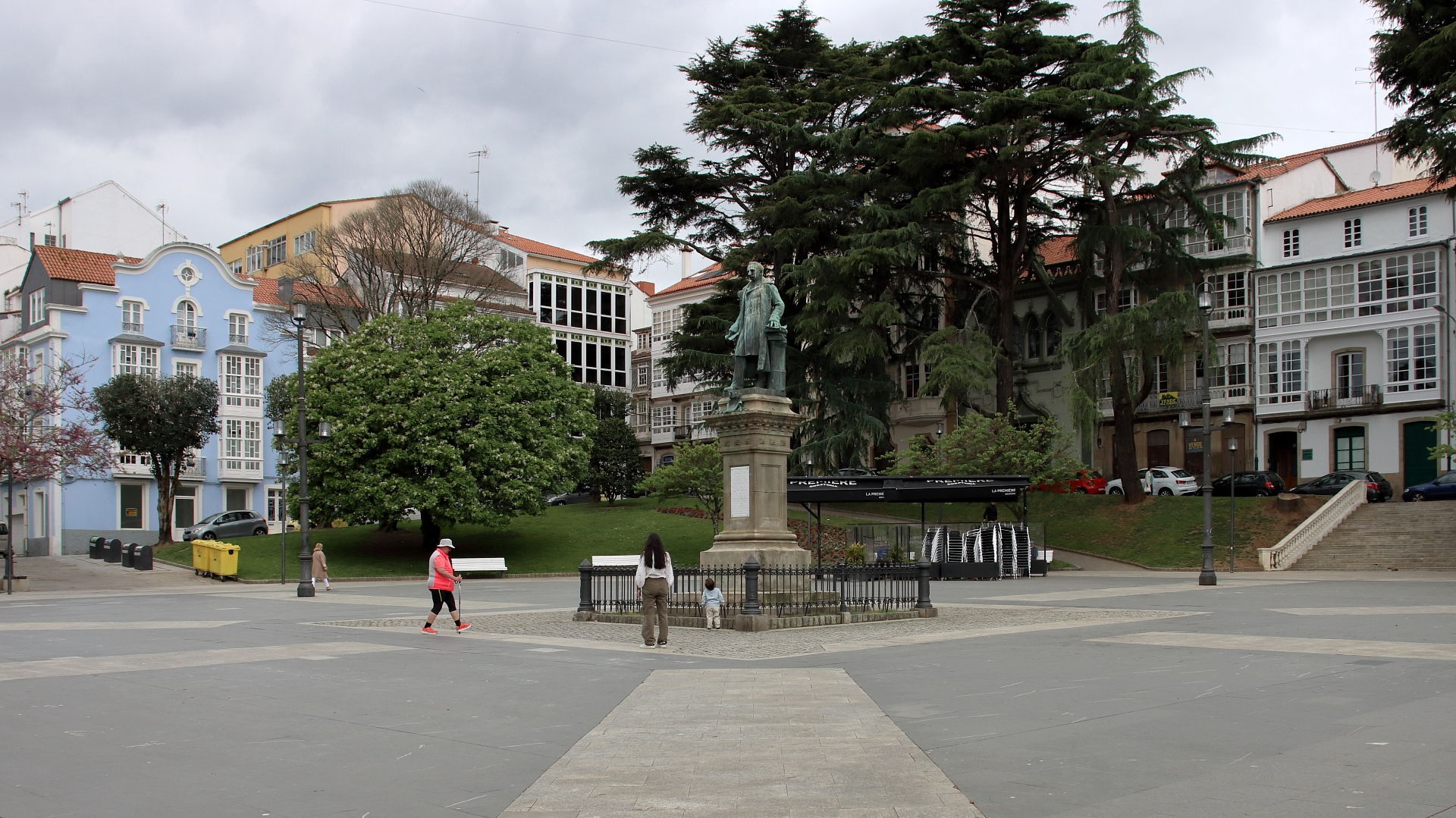
Praza de Amboage
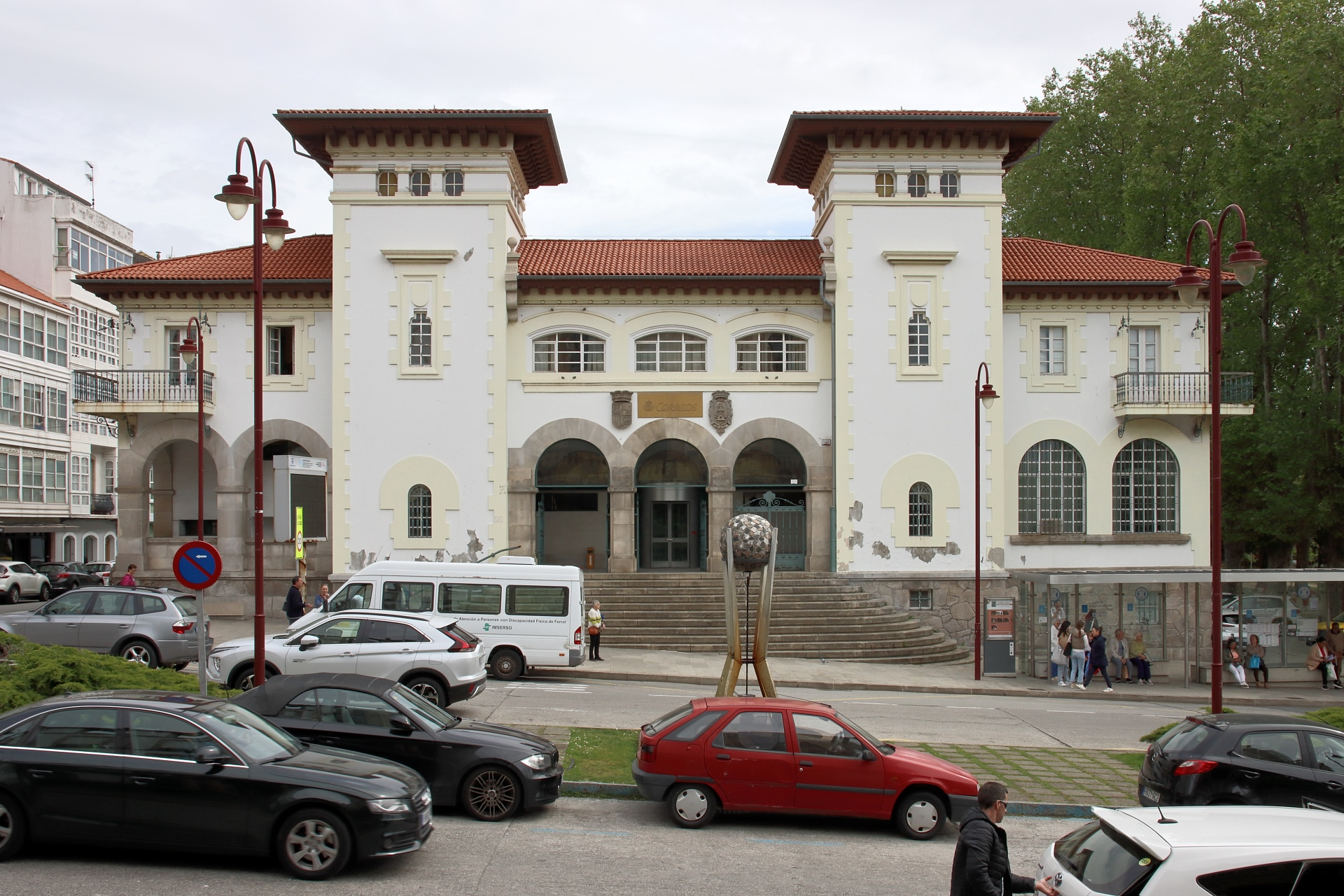
Postgebäude
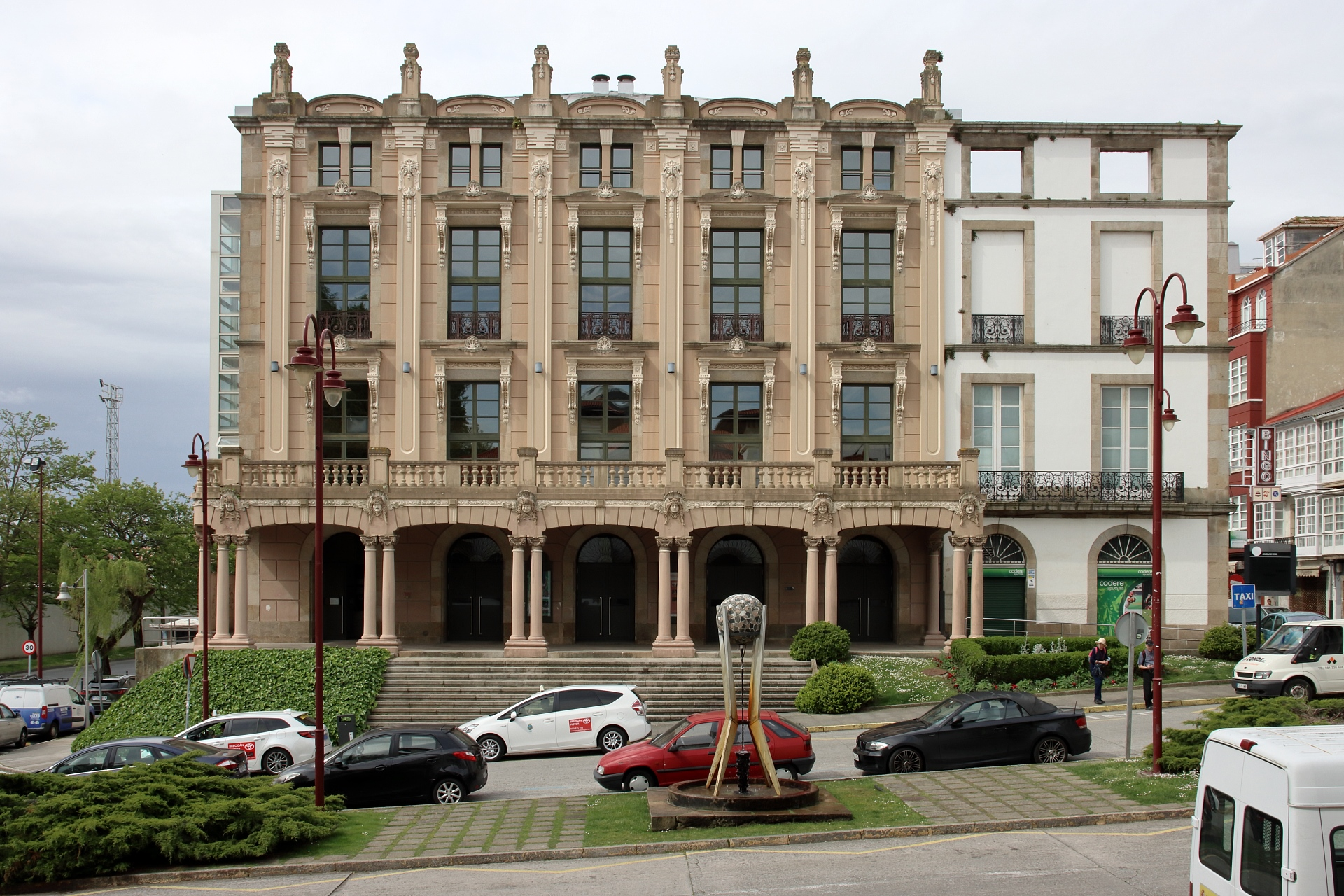
Jofre-Theater
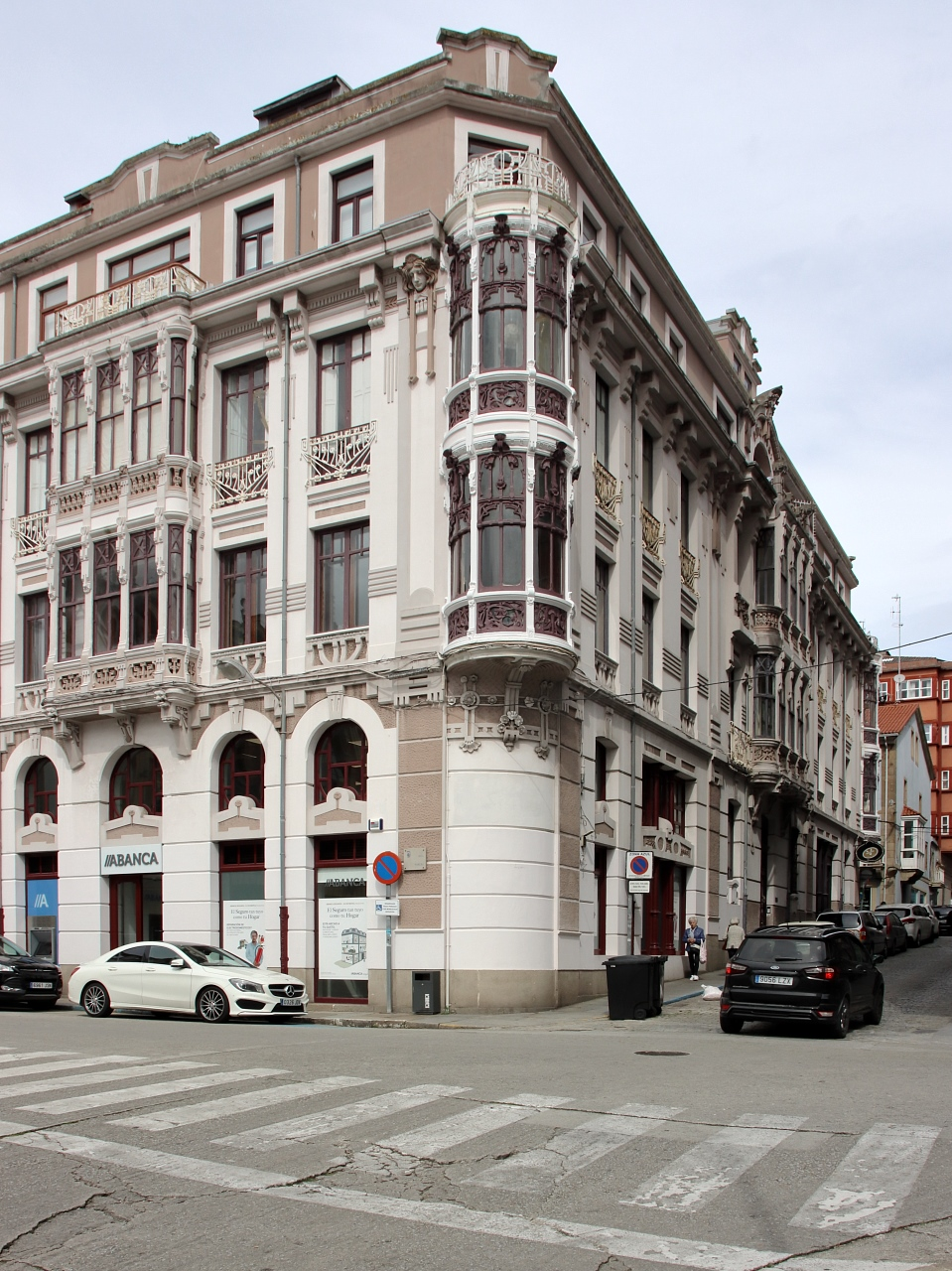
Romero-Haus
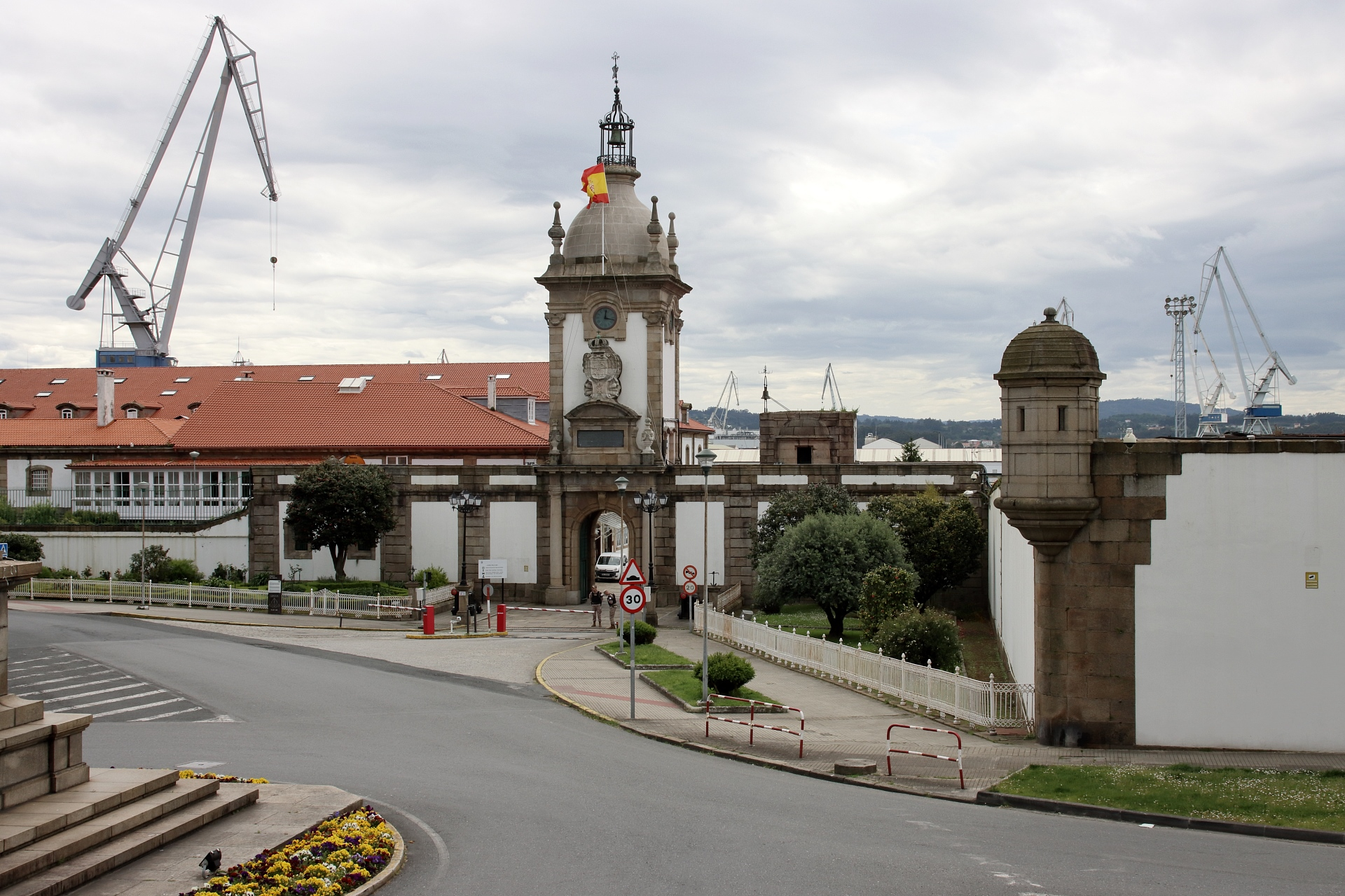
Historisches Tor zum Marinearsenal

## Bevölkerung
Die Einwohnerzahl Ferrols ist von 87.700 im Jahr 1981 auf mittlerweile 64.158 Einwohner (Stand 2024, Instituto Nacional de Estadística) gesunken. Diese Bevölkerungsabnahme steht in direkter Verbindung mit dem schnellen Wachstum von Narón, welches an die Stadt angrenzt und zum Bezirk Ferrol (auch bekannt als Ferrolterra) gehört.

## Wirtschaft

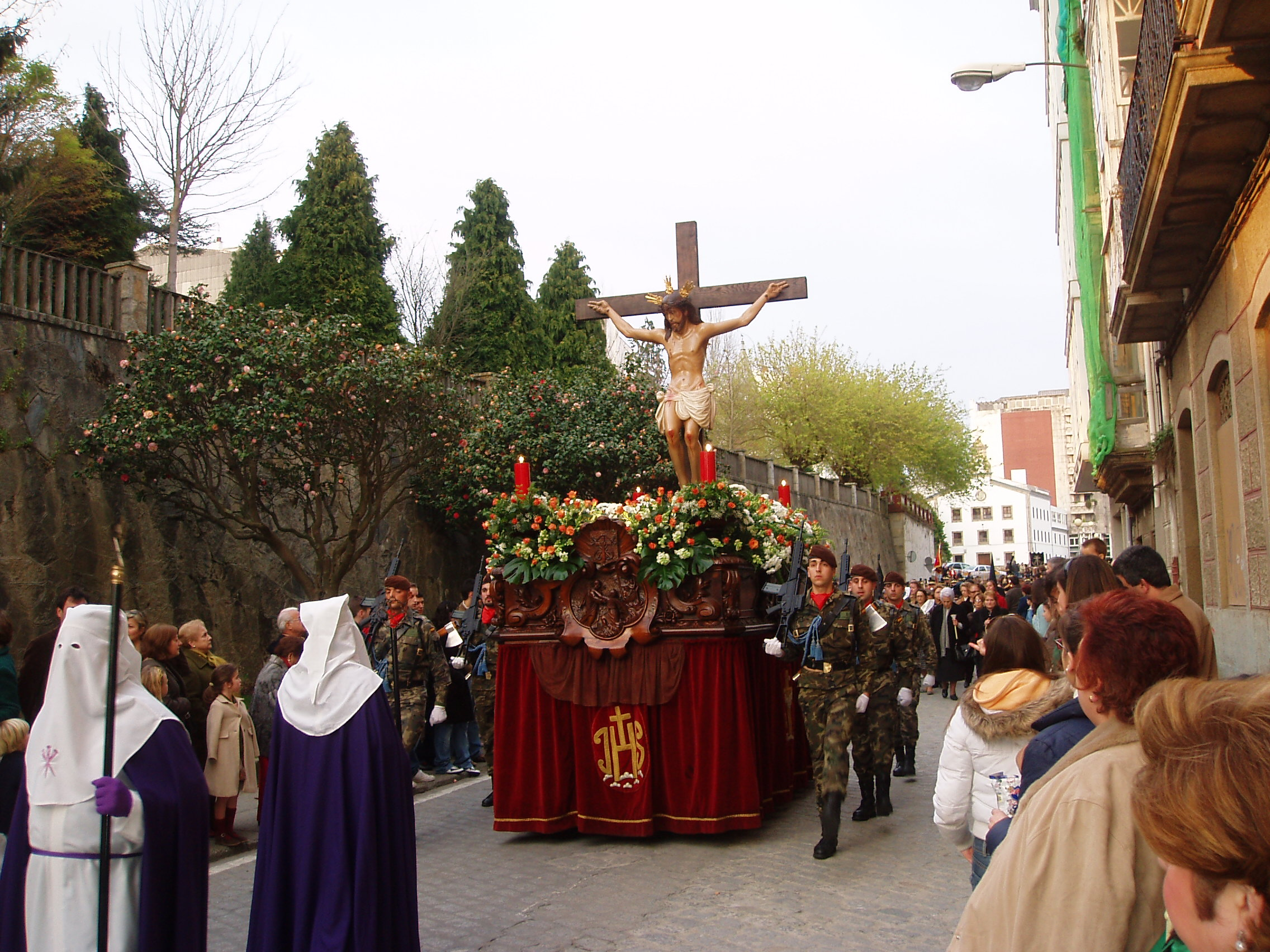
Semana Santa

| Ackerbau, Viehzucht und Fischerei                                                  | 0218   | 01,16  |
| Industrie                                                                          | 01.599 | 08,52  |
| Bauwirtschaft                                                                      | 01.294 | 06,90  |
| Dienstleistungsbetriebe                                                            | 15.648 | 083,42 |
| Total                                                                              | 18,759 | 100,00 |
| * Daten aus dem Statistischen Amt für Wirtschaftliche Entwicklung in Galicien, IGE |        |        |

## Kultur
Jährlich finden in Ferrol während der Osterwoche oder Semana Santa die typisch spanischen Prozessionen statt, die der Semana Santa in Sevilla ähneln. Sie sind im Norden Spaniens die größten und bedeutendsten und werden deshalb als „von nationalem touristischen Interesse“ eingestuft. Die Semana Santa ist das wichtigste Fest der Stadt im ganzen Jahr und wird von vielen Touristen besucht.
Seit 2007 steht die Stadt auf der Tentativliste Spaniens für eine Aufnahme in das Weltkulturerbe. Zentrale Punkte der Bewerbung sind hierbei das alte Arsenal der ortsansässigen Werft, die etwas außerhalb der Stadt liegenden Festungen San Felipe und La Palma und weitere militärische Bauten.
Ferrol ist ebenfalls der offizielle Startpunkt des Camiño Ingles (englischer Jakobsweg).

## Sport
- Bekanntester Sportverein der Stadt ist der Fußballclub Racing de Ferrol.
- Die vielen nahe gelegenen Strände eignen sich gut zum Wellenreiten und sind deshalb von Surfern gut besucht.

## Städtepartnerschaften
- Adelaide, Australien (2008)
- Mondoñedo, Spanien (2004)
- Lugo, Spanien (2000)
- Vila do Conde, Portugal (1973)

## Söhne und Töchter der Stadt
- Pablo Iglesias Posse (1850–1925), Gründer der Spanischen Sozialistischen Arbeiterpartei (PSOE)
- José Canalejas Méndez (1854–1912), Ministerpräsident Spaniens 1910–1912
- Fernando Álvarez de Sotomayor (1875–1960), Maler
- Francisco Franco (1892–1975), General und Diktator, spanischer Staatschef 1939–1975
- Pepito Arriola (1895–1954), Pianist und Wunderkind
- Ramón Franco (1896–1938), Politiker, Offizier und Flugpionier
- Gonzalo Torrente Ballester (1910–1999), Schriftsteller
- Ángeles Alvariño (1916–2005), Meeresforscherin, Zoologin und Hochschullehrerin
- Emiliano Aguirre (1925–2021), Paläontologe
- Mabel Rivera (* 1952), Schauspielerin
- Baldo Martínez (* 1959), Jazzmusiker
- Javier Couso Permuy (* 1968), Politiker
- Nacho Novo (* 1979), Fußballspieler